# Voicești
Voicești là một xã thuộc hạt Vâlcea, România. Dân số thời điểm năm 2002 là 1784 người.